# Iso-Haukka (ö i Norra Savolax)
Iso-Haukka är en ö i Finland. Den ligger i sjön Konnevesi och i kommunen Rautalampi i den ekonomiska regionen  Inre Savolax ekonomiska region  och landskapet Norra Savolax, i den centrala delen av landet, 280 km norr om huvudstaden Helsingfors. Öns area är 2,9 hektar och dess största längd är 270 meter i sydväst-nordöstlig riktning.